# The Corrs
I Corrs (in inglese The Corrs) sono un gruppo pop/folk rock irlandese formatosi a Dundalk nel 1990, composto dai quattro fratelli Corr, Jim (tastiere e chitarre), Sharon (violino), Caroline (batteria e percussioni) e Andrea (voce e tin whistle).
Il gruppo nacque per partecipare ai provini per il film The Commitments di Alan Parker.
Dal 1995, anno della prima uscita, il gruppo ha pubblicato 7 album in studio, 3 live e 2 raccolte e venduto oltre 30 milioni di LP.
Con la loro musica pop, folk rock che riprende i suoni della musica tradizionale irlandese i Corrs hanno contribuito a far conoscere e a diffondere nel mondo il folk irlandese.

## Storia del gruppo

### Gli inizi
I quattro fratelli Corr sono originari di Dundalk, città del Leinster al confine con l'Irlanda del Nord, capoluogo della contea di Louth.
I genitori Gerry e Jean sono rispettivamente impiegato presso l'Irish Electricity Board e casalinga. Oltre ad essere impegnati con i loro lavori Gerry e Jean, grandi appassionati di musica, si esibiscono come duo, i Sound Affair, suonando e cantando canzoni degli ABBA e degli Eagles nei pub della zona.
I figli, entrati in contatto con la musica fin da piccolissimi, ben presto dimostrano di avere ereditato il loro stesso amore per la musica. Prima Jim, poi Sharon, Caroline e infine Andrea molto presto iniziano a seguire le lezioni di pianoforte del padre.
Poco tempo dopo Sharon comincia anche a seguire lezioni di violino, mentre Andrea si esercita con il tin whistle. Successivamente anche Jim e Caroline mettono da parte il piano per dedicarsi, rispettivamente, alla chitarra e al bodhrán.
Dopo essersi esibito per qualche tempo insieme ai genitori, Jim inizia a esibirsi con Sharon (che nel contempo è membro della Redeemer Youth Orchestra, orchestra molto rinomata nella Contea di Louth), suonando musica tradizionale irlandese nei locali di Dundalk, e una volta terminati gli studi inizia a collaborare con alcune band, tra cui i Fountainheads.

Nel frattempo anche Sharon porta a termine gli studi e, dopo avere abbandonato l'università dopo il primo anno, inizia a lavorare in un negozio di musica.

Jim, terminata l'avventura con i Fountainheads, ritorna a Dundalk e prende in affitto una stanza che trasforma in una sorta di studio di registrazione. Qui i quattro fratelli, accomunati dalla medesima passione per la musica, iniziano a esercitarsi: Jim e Caroline suonano le tastiere, Andrea canta e suona il tin whistle e Sharon suona il violino.

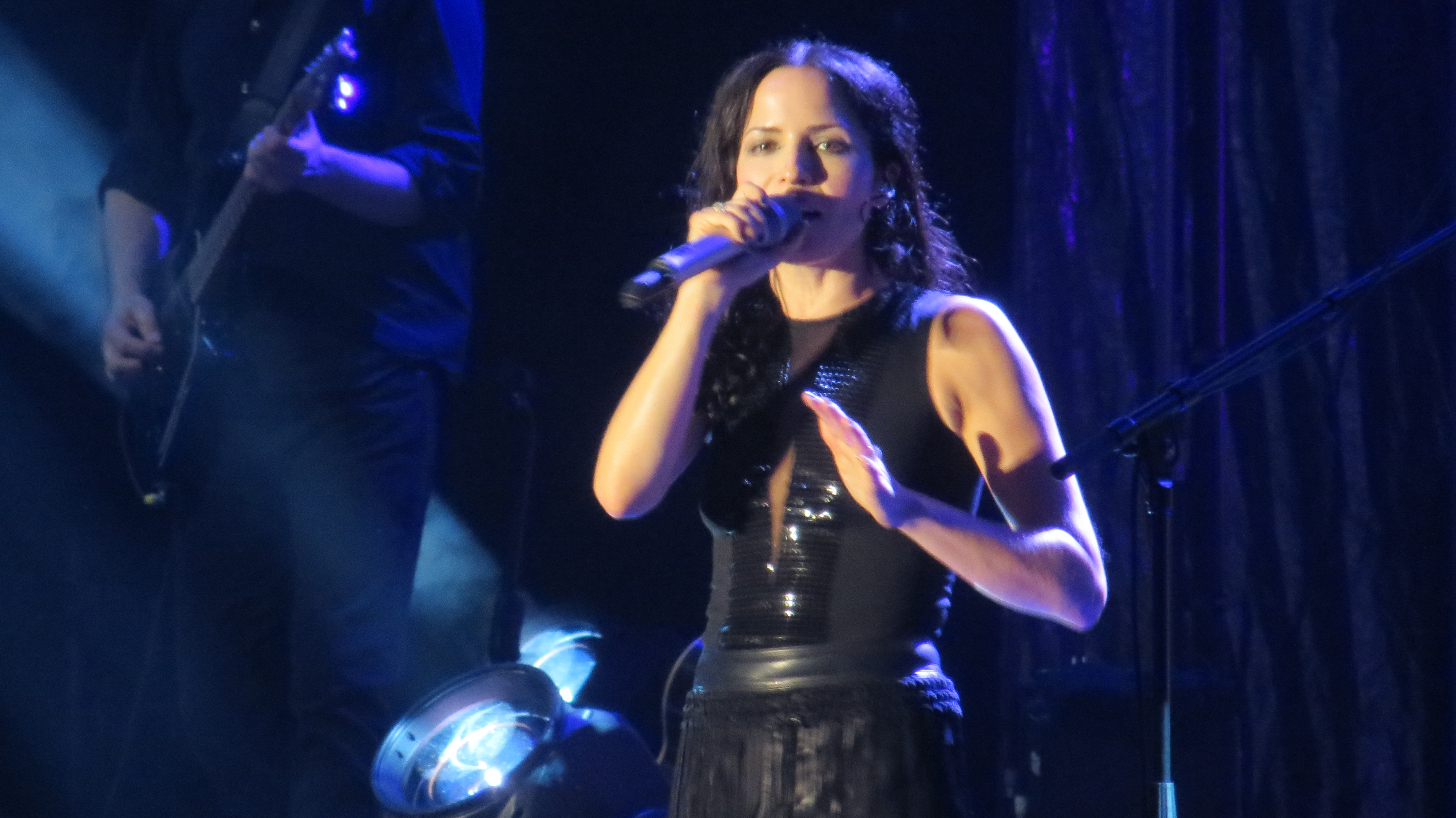
Andrea Corr

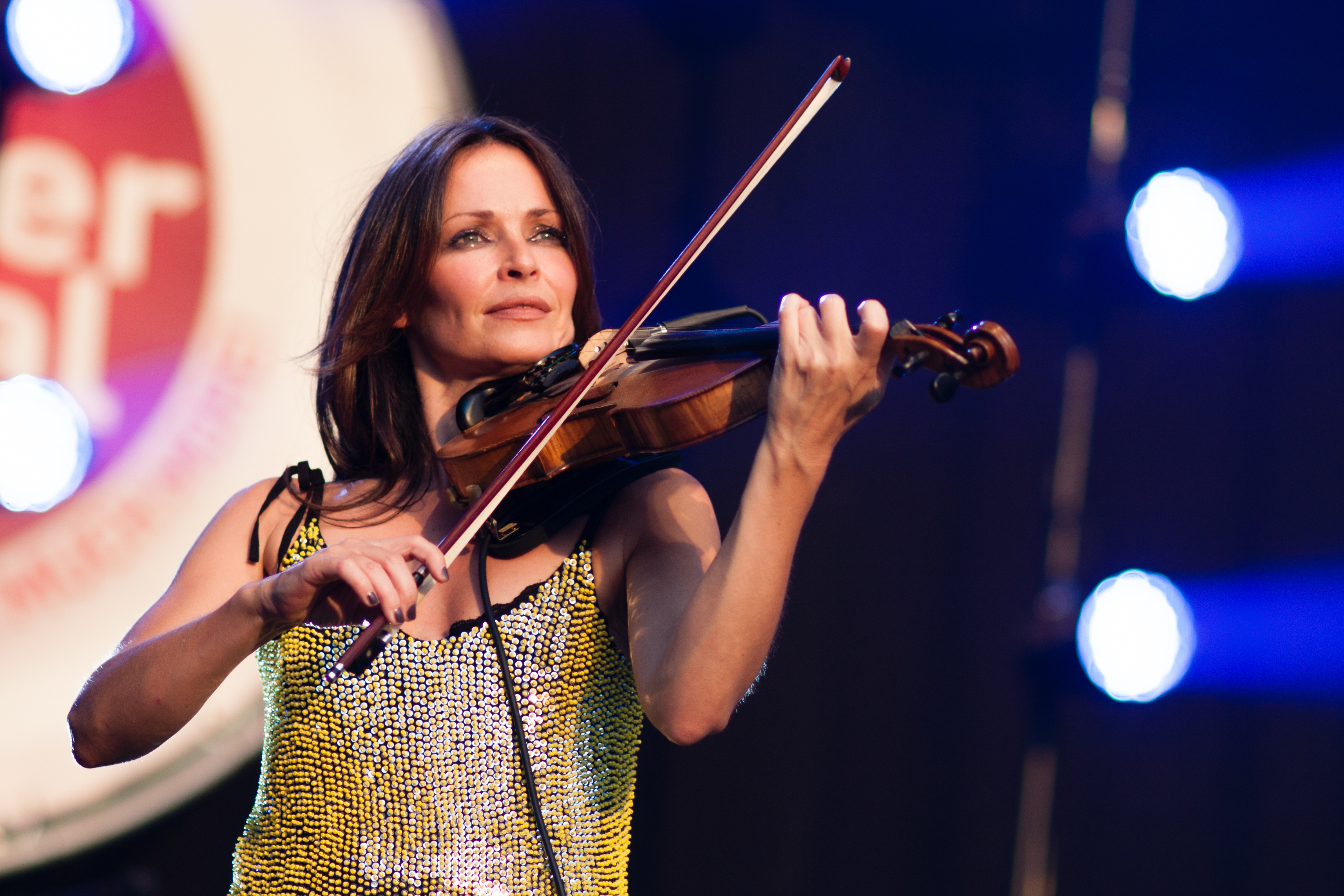
Sharon Corr

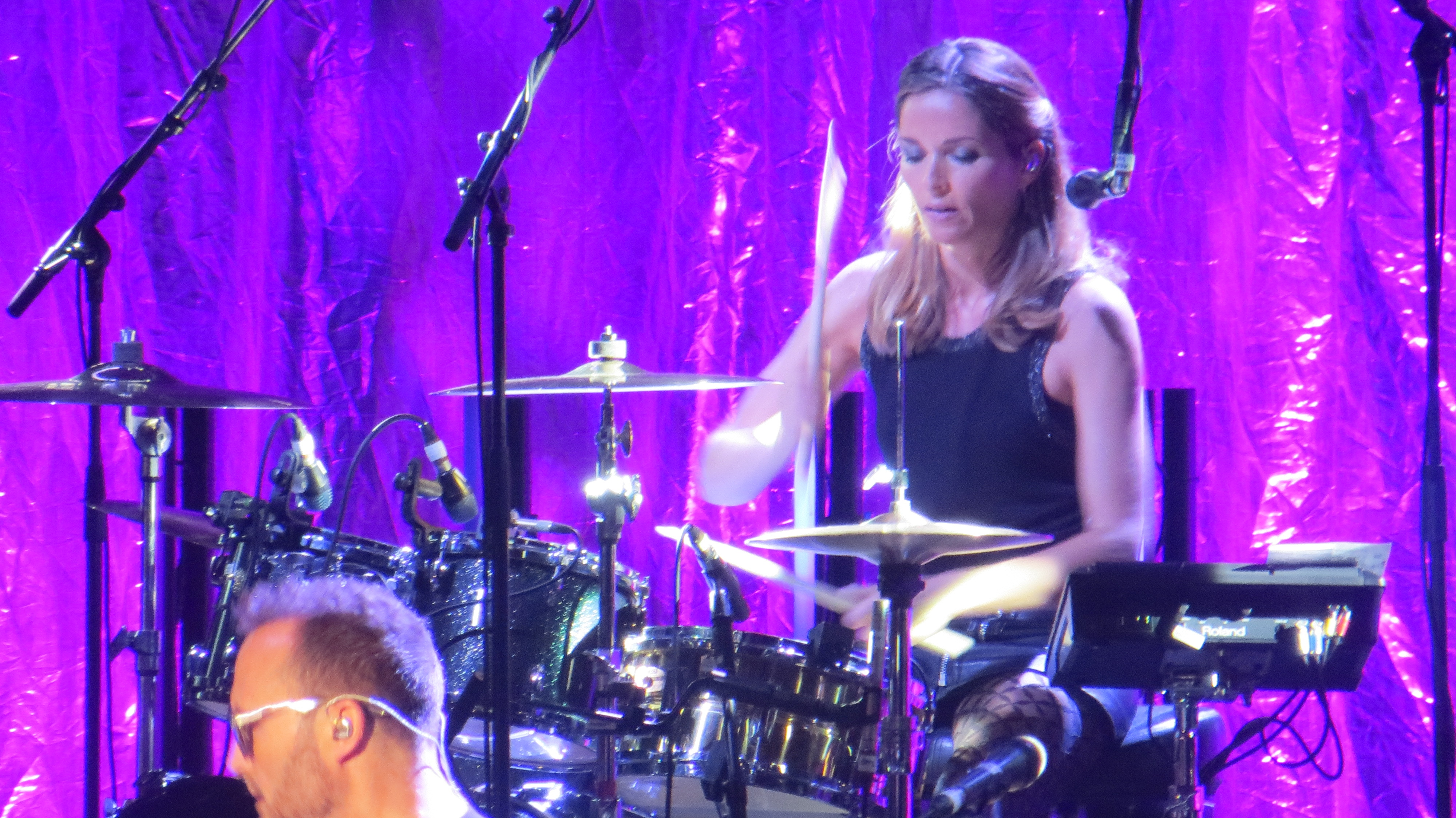
Caroline Corr

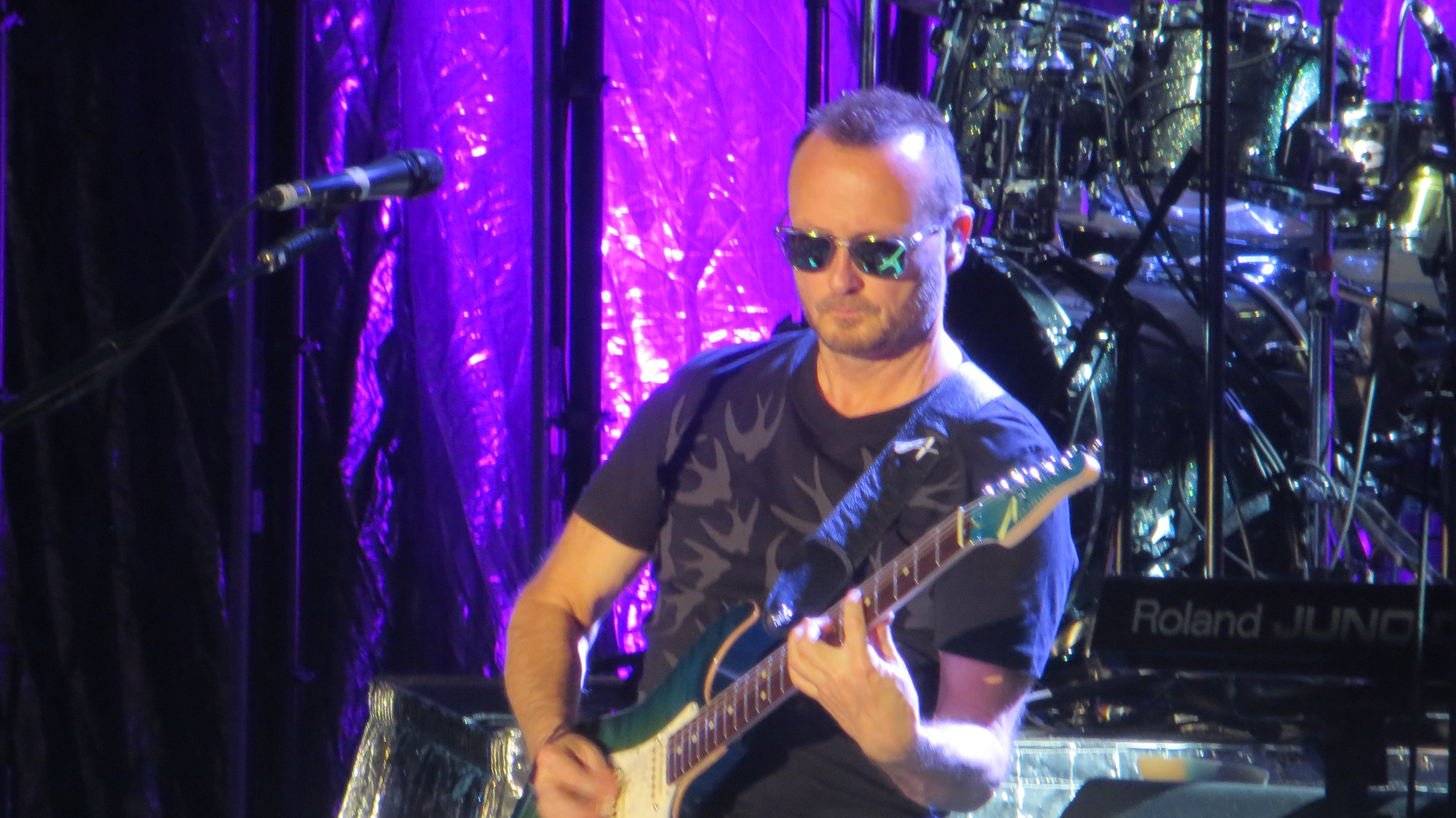
Jim Corr

### 1990-1994: l'incontro con John Hughes e i primi concerti
Nel 1990 i Corr vengono a conoscenza delle audizioni per band per il film di Alan Parker, The Commitments, e decidono di creare un gruppo e di presentarsi. Le audizioni vengono superate da tutti e quattro, ma cosa più importante il loro potenziale talento viene notato da Ros Hubbard, responsabile del casting che, colpita dalla loro esibizione, consiglia a John Hughes, direttore musicale del film, di far loro da manager.
Hughes, che al riguardo non aveva la minima esperienza, è inizialmente riluttante, ma alla fine accetta.
Nel frattempo Caroline inizia a seguire alcune lezioni di batteria impartite dal suo ragazzo e Jim, vedendo i risultati, le propone di continuare, dato che era evidente la mancanza di un batterista nella band. Su consiglio di Hughes, Caroline inizia a frequentare un corso di cui riesce a seguire appena una decina di lezioni prima di ritrovarsi in viaggio per i primi concerti.
Nel 1993 i Corrs tengono il loro primo concerto al Waterfront, un locale di Dublino, davanti ad un pubblico composto prevalentemente da parenti e amici. A questo primo concerto ne seguono altri, ma il più importante sarà quello al Whelan's Music Bar a Dublino, dove tra il pubblico è presente Jean Ann Kennedy, ambasciatrice degli Stati Uniti d'America in Irlanda, che decide d'invitarli a Boston a suonare alla cerimonia d'apertura del Campionato mondiale di calcio.

### 1994: il primo contratto discografico
I Corrs e Hughes decidono di approfittare del viaggio in America per mettersi alla ricerca di una casa discografica. Le ricerche però si rivelano vane dato che nessuno sembra interessato al loro sound anche per il fatto che non è facilmente riconducibile ad un determinato genere musicale.
John Hughes riesce comunque a mettersi in contatto con Jason Flom che parla dei Corrs con il produttore musicale David Foster nel tentativo di fissare un incontro. Dato che Foster non richiama, durante il loro ultimo giorno di soggiorno in America i Corrs e Hughes decidono di tentare d'incontrarlo. Si recano così all'Hit Factory a New York dove in quei giorni Foster stava registrando con Michael Jackson e attendono fuori dal suo studio con i loro strumenti in mano. Dopo una lunga attesa Foster esce trovandosi davanti i quattro fratelli: colpito dal loro aspetto e ricordandosi di quello che gli aveva detto Flom, concede loro un'audizione. I Corrs suonano per lui alcuni dei loro pezzi in versione acustica, tra cui Runaway, Love to Love You e Closer, ma il brano che maggiormente colpisce il produttore è Forgiven, Not Forgotten.
Il giorno seguente mentre si preparano a ripartire alla volta dell'Irlanda, Hughes riceve una telefonata da Foster che gli dice di volerli mettere sotto contratto.
Dopo alcuni mesi di trattative i Corrs firmano il loro primo contratto discografico con l'Atlantic Records con il marchio di registrazione 143 Records.

### 1995-1999: Forgiven, Not Forgotten e Talk On Corners
All'inizio del 1995 i fratelli Corr, John Hughes e David Foster partono alla volta di Malibù, California, per registrare il primo album, Forgiven, Not Forgotten. Le registrazioni durano circa sei mesi e l'album viene pubblicato il 22 settembre, anticipato dal primo singolo Runaway.
Forgiven, Not Forgotten ottiene grande successo in Europa, Australia e Giappone, raggiungendo la prima posizione nelle classifiche di Irlanda, Australia e Nuova Zelanda. L'album ottiene il disco di platino in Irlanda, Spagna, Danimarca, Regno Unito, Australia e Nuova Zelanda, divenendo così uno degli album di debutto di maggior successo di una band irlandese.
Nel frattempo Hughes, impegnato nella preparazione dell'imminente tour mondiale va alla ricerca di un bassista e di un chitarrista per completare la band. Tra i vari musicisti che contatta ci sono il bassista Keith Duffy, che aveva alle spalle collaborazioni con Andrew Strong, Clannad e The Commitments, e il chitarrista Anthony Drennan che aveva lavorato con Paul Brady e Clannad. I due superano i provini e diventano i nuovi membri aggiuntivi dei Corrs.
Pochi mesi più tardi i Corrs partono per il loro primo tour. Durante i primi mesi la band apre i concerti di Céline Dion e di Michael Bolton durante i loro tour americani, e, dopo la loro performance ai Giochi della XXVI Olimpiade ad Atlanta, fanno ritorno in Europa, precisamente in Irlanda. Il primo vero concerto del tour si svolge a Ennis nella Contea di Clare davanti ad un pubblico di circa 850 persone, mentre l'ultima tappa irlandese è Dublino davanti a 2500 persone. Lasciato il loro paese proseguono con le altre tappe europee prima di volare in Australia e in Giappone.

Il Forgiven, Not Forgotten World Tour termina un anno e mezzo più tardi, periodo durante il quale i Corrs fanno per ben due volte il giro del mondo.
Dopo una breve pausa i fratelli ritornano ai Chartmaker Studios a Malibù per registrare il secondo album, Talk On Corners. Anche con questo album i Corrs dimostrano la loro abilità nel fondere pop-rock e folk rock insieme ai suoni della musica tradizionale irlandese. Stavolta tra i brani dell'album sono presenti due cover: Dreams dei Fleetwood Mac (realizzata su richiesta dello stesso Mick Fleetwood per l'album tributo a Rumours) e Little Wing di Jimi Hendrix, realizzata insieme ai Chieftains (che restituiscono il favore ai Corrs che avevano collaborato con loro nel brano I Know My Love).

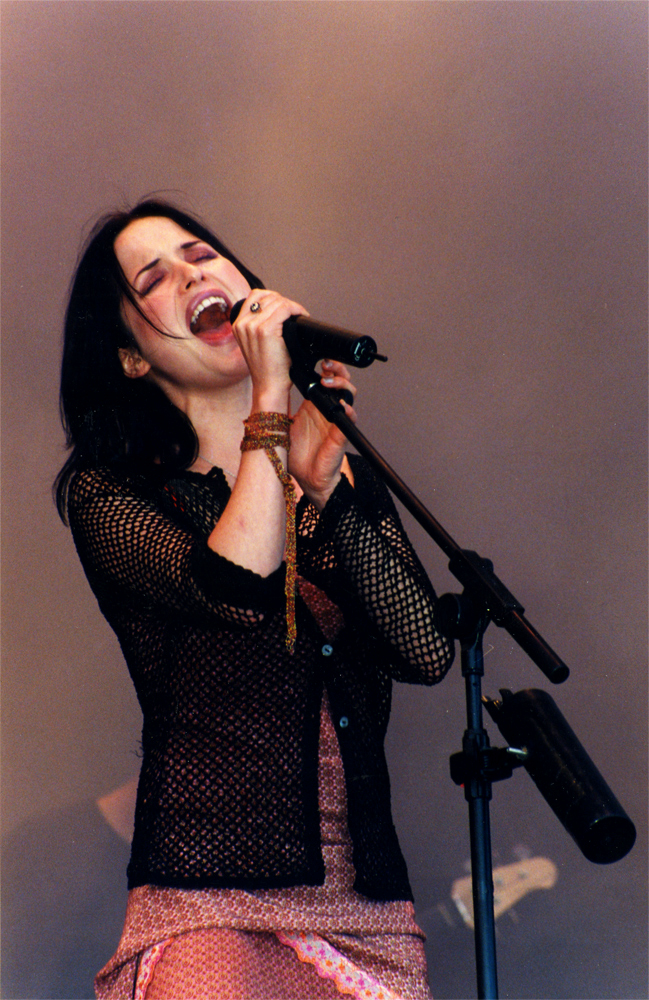
Andrea Corr al Glastonbury Festival 1999

Talk On Corners viene pubblicato il 28 ottobre 1997 e ottiene ottimi consensi in Europa e in Australia. Subito dopo l'uscita dell'album parte il secondo tour. Nel tentativo di far sfondare i quattro fratelli anche in Gran Bretagna, John Hughes convince la BBC a trasmettere in televisione il concerto che la band avrebbe tenuto al Royal Albert Hall di Londra per il Saint Patrick's Day. Al concerto prende parte come ospite speciale Mick Fleetwood, batterista dei Fleetwood Mac, che suona in Dreams e si esibisce in un energico duetto di batteria insieme a Caroline nei brani strumentali Haste To The Wedding e Toss The Feathers.
Il concerto si rivela un successo sotto ogni punto di vista: oltre ad aver registrato il sold out, a partire dal giorno seguente le vendite di Talk On Corners risalgono improvvisamente. Nel giro di nove mesi l'album scala le classifiche inglesi fino a piazzarsi al primo posto, divenendo l'album più venduto in Gran Bretagna nel 1998. Nel frattempo anche Forgiven, Not Forgotten rientra in classifica e raggiunge la seconda posizione (impresa riuscita precedentemente solo ai Beatles).
Nel contempo i Corrs continuano il loro tour e il 9 giugno si recano a Modena per partecipare al Pavarotti & Friends for the children of Liberia dove, oltre ad eseguire Dreams, cantano con Pavarotti in 'O surdato 'nnammurato e Andrea si esibisce con Céline Dion suonando il tin whistle in My Heart Will Go On. Lasciata l'Italia ripartono in compagnia dei Rolling Stones per aprire i loro concerti durante il loro tour europeo.
Nel 1999 i Corrs vincono il BRIT Awards come miglior band internazionale e per il concerto tenuto il 17 luglio dello stesso anno al Lansdowne Road di Dublino davanti a 45.000 fan si aggiudicano agli Hot Press Music Awards i premi per la miglior performance live in Irlanda e miglior band irlandese.
Il 5 ottobre agli Ardmore Studios, nella contea di Wicklow, si esibiscono all'MTV Unplugged accompagnati da Mitchell Froom e dalla The Irish Film Orchestra, dove oltre a suonare i loro pezzi di maggior successo, eseguono Everybody Hurts dei R.E.M. e due nuove canzoni, Radio e At Your Side, che verranno successivamente inserite nel terzo album in studio, In Blue.
Dopo i grandi successi raggiunti fino a quel momento, l'anno si chiude nel peggiore dei modi per i quattro fratelli: il 24 novembre la madre Jean, che da tempo soffriva di una malattia respiratoria, muore al Freeman Hospital di Newcastle upon Tyne mentre era in attesa di un trapianto. Immediatamente tutte le esibizioni fissate per promuovere l'album Unplugged vengono cancellate.
Al funerale di Jean Corr, seppellita nel cimitero St. Patrick di Dundalk, prendono parte Bono, Larry Mullen, Brian Kennedy e Paul Brady.

### 2000-2002: In Blue e l'apice del successo
Per registrare il loro terzo album in studio, In Blue, i Corrs scelgono di rimanere in Irlanda. L'album è dedicato alla madre, scomparsa pochi mesi prima. Tra i brani che compongono l'album è presente No More Cry, canzone scritta da Andrea e Caroline e dedicata al padre Gerry per aiutarlo a superare la perdita.
Con In Blue i fratelli si discostano dalle sonorità che li avevano contraddistinti nei primi due album, per abbracciare maggiormente il genere pop. L'album esce nel luglio 2000 e ottiene un grandissimo successo anche grazie al primo singolo Breathless, canzone scritta da Andrea insieme a Mutt Lange che è anche il produttore dell'album. In Blue scala le classifiche europee, americane e australiane, raggiungendo la prima posizione in 18 paesi, consacrandoli così a livello mondiale. Anche in Irlanda raggiunge la prima posizione, divenendo il terzo album più venduto nella storia in Irlanda dopo The Best of 1980-1990 degli U2 e Be Here Now degli Oasis. Tutto ciò però non li ripara dalle critiche dei fan che li accusano di aver adottato uno stile troppo commerciale.
Dopo aver collaborato con Alejandro Sanz nei brani Una Noche (versione spagnola di One Night), Me Irè e The Hardest Day, inseriti nell'album di Sanz El Alma Al Aire, la band irlandese parte per il tour che termina esattamente un anno più tardi, nell'ottobre 2001.
Nel frattempo la band prepara una compilation per celebrare i primi dieci anni e per chiudere simbolicamente un capitolo della propria storia musicale e iniziarne un altro. Il 5 novembre 2001 esce così The Best of The Corrs che contiene, oltre ai brani di maggior successo, anche due inediti: il nuovo singolo Would You Be Happier? e Make You Mine, brano che originariamente doveva essere inserito in Talk On Corners.
Dopo l'uscita della compilation i fratelli decidono di prendersi una pausa e collaborano con Josh Groban nel brano Canto alla vita (dove i Corr cantano per la seconda volta in italiano) inserito nell'album di debutto del giovane cantante statunitense.
Il 25 gennaio 2002 i Corrs ritornano agli Ardmore Studios (dove nel 1999 avevano registrato il concerto unplugged per MTV) e, accompagnati dalla The BBC Concert Orchestra, registrano un concerto per l'emittente televisiva VH1 a cui prendono parte come ospiti speciali Ronnie Wood che suona in Little Wing e Ruby Tuesday e Bono che duetta con Andrea in Summer Wine e When The Stars Go Blue. Del concerto viene realizzato l'album, The Corrs: Live in Dublin che esce il 12 marzo.

### 2003-2004: Borrowed Heaven
Nel 2003 i Corrs diventano ambasciatori della campagna 46664 di Nelson Mandela che si occupa della lotta contro l'AIDS in Africa e il 29 novembre partecipano al primo concerto 46664 a Città del Capo che ha gli obiettivi di aumentare la consapevolezza degli africani riguardo all'HIV e di raccogliere denaro a favore della Nelson Mandela Foundation for Aids.

Durante il concerto i Corrs si esibiscono insieme a Roger Taylor in Toss The Feathers e, su personale richiesta di Mandela, con il gruppo sud-africano Ladysmith Black Mambazo in Lelilungelo Elakho. Più tardi nel corso della serata , Andrea e Brian May interpretano Is This The World We Created?, brano dei Queen tratto dall'album The Works.

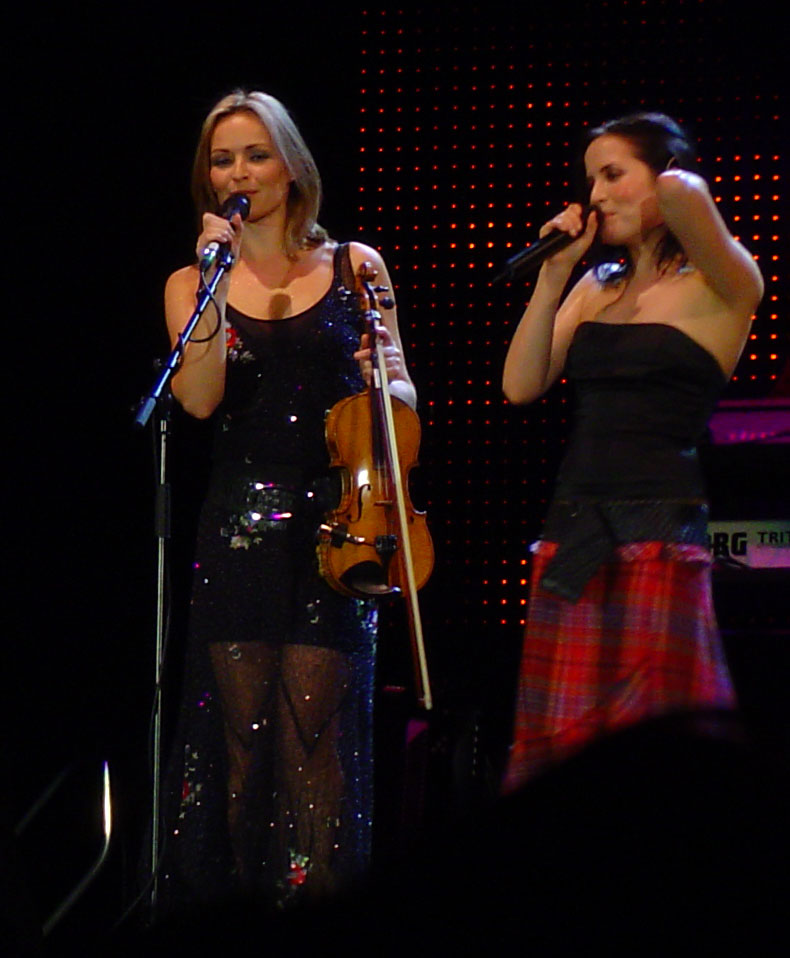
Sharon e Andrea in un concerto del Borrowed Heaven Tour

Nel frattempo i Corrs hanno già cominciato a scrivere i nuovi brani che andranno poi a comporre il nuovo album. Nonostante alcuni disaccordi con la casa discografica, dovuti anche al fatto che molte persone con cui avevano collaborato fino al 2001 erano state sostituite, dopo circa sei mesi i Corrs terminano di registrare a Dublino il quarto album in studio, Borrowed Heaven.
Borrowed Heaven esce il 31 maggio 2004 e mostra l'evoluzione e la maturità artistica della band, oltre al riavvicinamento al loro sound. Tra le dodici tracce che lo compongono (tredici se si tiene conto del bonus track Miracle inserito nell'edizione giapponese) ci sono: Goodbye e Angel dedicate a loro madre, Borrowed Heaven realizzata in collaborazione con i Ladysmith Black Mambazo e Time Enough For Tears scritta da Bono, Gavin Friday e Maurice Seezer per il film In America di Jim Sheridan.
L'album, anche grazie al primo singolo Summer Sunshine, scala le classifiche europee e australiane ottenendo il disco di platino in Irlanda e Australia, il disco d'oro in Francia e Germania e il disco d'argento in Gran Bretagna.
Intanto, quando già si parlava del tour mondiale che avrebbe fatto seguito all'uscita dell'album, Caroline annuncia di essere incinta. I Corrs e John Hughes decidono di non cancellare il tour, ma per andare incontro alle esigenze della batterista l'iniziale tour mondiale previsto viene ridotto alla sola Europa e all'America.

Il tour prende il via il 19 giugno a Bonn e si conclude il 2 dicembre a Londra. A causa della gravidanza, Caroline partecipa alla prima parte che si svolge in Europa, suonando il pianoforte e le percussioni, e per sostituirla alla batteria viene chiamato Jason Duffy, fratello del bassista Keith. Oltre a Jason Duffy, i Corrs reclutano anche il tastierista Kieran Kiely in previsione dell'assenza di Caroline durante le tappe americane.

Dopo la nascita della figlia in ottobre, Caroline si ricongiunge alla band per gli ultimi tre concerti del tour.

### 2005: il ritorno alle origini
A neanche un anno di distanza dall'uscita del quarto album, i Corrs ritornano in studio per registrare il quinto. A differenza dei suoi predecessori si tratta di una raccolta di brani tradizionali irlandesi, riarrangiati dai quattro fratelli. In particolare i brani contenuti nell'album sono tutti ripresi da un quaderno che conteneva i testi delle canzoni preferite da loro madre.
Oltre ad essere un omaggio a Jean Corr e ai fan, l'album vuole essere anche un ritorno alle radici tradizionali irlandesi della band che Caroline desiderava realizzare e che aveva proposto ai fratelli già da diverso tempo. A tal riguardo non è stato scelto a caso il titolo Home dato che, come ha voluto spiegare Andrea Corr, casa è il luogo dove tutto è cominciato.
Essendo un album fortemente voluto dai quattro fratelli per motivi personali, Home esce il 26 settembre 2005 (esattamente a dieci anni di distanza da Forgiven, Not Forgotten) senza alcuna promozione.

L'album raggiunge immediatamente la prima posizione in Irlanda, dove batte il record di un milione di copie vendute (precedentemente riuscito solo agli U2), e si posiziona tra le prime dieci nelle classifiche di Francia, Spagna, Regno Unito e Svizzera.

All'uscita di Home non fa seguito il consueto tour, dato che nel frattempo sia Sharon che Jim sono in attesa del primo figlio, ma una serie di sei concerti che si svolgono tra Francia, Germania, Svizzera, Principato di Monaco e Scozia.
A novembre, in riconoscimento del loro contributo in ambito musicale e nella beneficenza, i Corr diventano membri onorari dell'Ordine dell'Impero Britannico ricevendo le onorificenze dall'ambasciatore britannico a Dublino su concessione della Regina Elisabetta II.

Nello stesso mese esce il DVD All The Way Home: A History of The Corrs, un documentario di circa tre ore nel quale i fratelli Corr, insieme al loro manager John Hughes, ripercorrono la loro storia, dall'infanzia fino all'uscita del quinto album in studio nel 2005.

### 2006: la pausa e le carriere da solisti
All'inizio del 2006 i Corrs annunciano la loro seconda pausa per potersi dedicare alle rispettive famiglie e ai figli in arrivo. Qualche mese più tardi, il 20 novembre, esce la seconda compilation dal titolo Dreams: The Ultimate Corrs Collection.

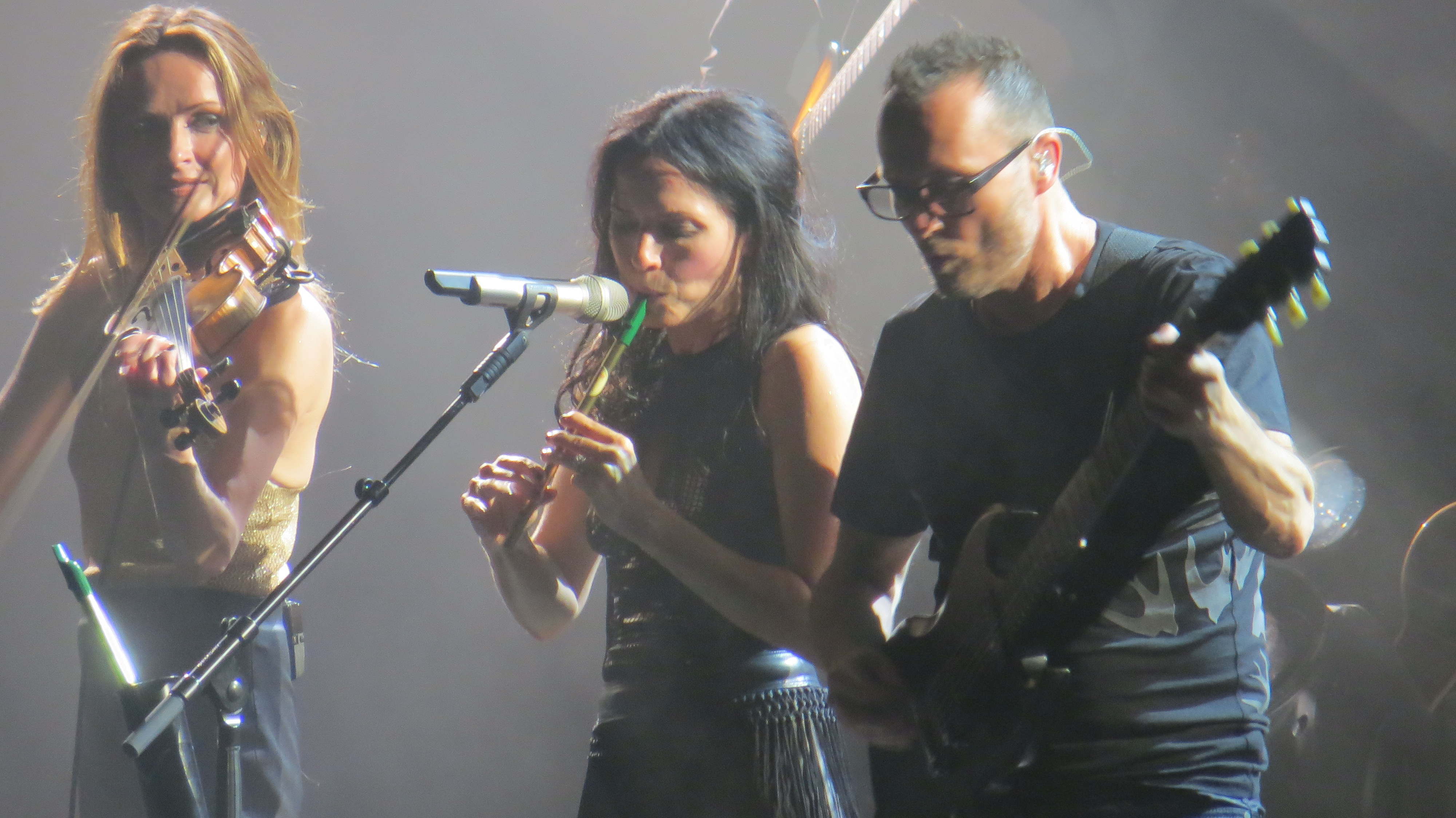
Sharon, Andrea e Jim in concerto nel 2016

Nel frattempo Andrea, che al contrario dei fratelli non vuole prendersi una pausa dalla musica, approfitta della proposta della casa discografica e del manager di pubblicare il primo album da solista e il 25 giugno 2007 esce Ten Feet High.
Tre anni più tardi anche Sharon segue l'esempio della sorella minore e il 10 settembre 2010 pubblica Dream of You.
Nonostante la lunga pausa e le carriere da soliste intraprese, Andrea e Sharon in alcune interviste affermano che i Corrs sono ancora uniti e ritorneranno fra qualche anno.

### 2015-2016: la reunion e il nuovo album
Nel giugno 2015 Andrea Corr conferma che i Corrs sono tornati in studio per registrare un nuovo album e che la band si esibirà per la prima volta dopo dieci anni durante il BBC Radio 2 Live all'Hyde Park di Londra.
A conferma di quanto rivelato in estate, la band ufficializza il 27 novembre l'uscita del nuovo album di studio, White Light, prodotto da John Shanks e Chris Young, annunciando il conseguente tour a partire dalle date britanniche di gennaio 2016. Primo singolo uscito di recente nella radio BBC è Bring On The Night. La band intraprende in primavera e in estate un tour europeo, toccando, oltre al Regno Unito e Irlanda, anche Germania, Francia, Montecarlo, Svizzera, Austria, Danimarca, Belgio e Spagna.

### 2017: Jupiter Calling
Il 10 novembre 2017 esce il nuovo album Jupiter Calling, prodotto da T Bone Burnett.

## Beneficenza
Da sempre i fratelli Corr sostengono e partecipano a varie attività benefiche.

Nel 1998 partecipano al Pavarotti & Friends for the Children of Liberia che ha come obiettivo quello di raccogliere denaro per costruire un villaggio dove offrire rifugio agli orfani durante la guerra civile in Liberia. L'anno successivo i Corrs, insieme a Sinéad O'Connor, Van Morrison, Enya, U2 e Boyzone, partecipano all'organizzazione del concerto benefico per la raccolta fondi a favore delle vittime della bomba di Omagh in Irlanda del Nord, e due anni dopo ne organizzano un altro per raccogliere fondi per il Freeman Hospital di Newcastle (ospedale in cui era ricoverata e successivamente muore la madre dei quattro fratelli). Il denaro raccolto è stato poi utilizzato per ingrandire il Centro William Leech che si occupa di ricerche sul trattamento e la cura del polmone. Per ringraziarli la città di Newcastle ha donato loro un dipinto della banchina di Tyneside in edizione limitata.
Nel 2002 Caroline partecipa alla campagna Twelve Days of Christmas promossa dalla NSPCC (National Society for the Prevention of Cruelty to Children), associazione inglese che si occupa dei minori vittime di maltrattamenti. Nello stesso anno Jim sale a bordo della nave Rainbow Warrior per seguire le attività dei volontari Greenpeace impegnati nella campagna per il disarmo nucleare.
Nel 2003 la band prende parte agli Special Olympics World Summer Games
L'anno successivo partecipano al concerto benefico per il The Prince's Trust, charity creata da Carlo, principe di Galles che fornisce sostegno ai cittadini britannici di età compresa tra i 14 e i 30 anni.

I Corrs sono ambasciatori della campagna 46664 di Nelson Mandela nella lotta contro l'AIDS in Africa e il 29 novembre 2003 partecipano al primo concerto 46664 a Città del Capo che ha gli obiettivi di aumentare la consapevolezza degli africani riguardo all'HIV e di raccogliere denaro a favore della Nelson Mandela Foundation for Aids.
A seguito del maremoto che nel 2004 ha colpito il sud-est asiatico, Sharon collabora con i Devlins nel brano Love is Blindness, cover degli U2, inserito nel cd benefico Even Better Than The Real Thing, per raccogliere fondi per le vittime dello tsunami.
Il 6 luglio 2005 per il Live 8 a Edimburgo i Corrs si esibiscono con Bono per promuovere la campagna Make Poverty History. Nel novembre dello stesso anno i Corrs, in riconoscimento del loro impegno nella beneficenza, diventano membri onorari dell'Ordine dell'Impero Britannico ricevendo le onorificenze dall'ambasciatore britannico a Dublino su concessione della Regina Elisabetta II.
Dal 2006 Jim Corr collabora come pilota volontario con la Bubblegum Club, associazione irlandese che si occupa dei bambini gravemente malati, che ogni anno trasporta con 46 elicotteri 250 bambini ricoverati in vari ospedali sparsi per l'Irlanda a Blessington nella contea di Wicklow.
Due anni dopo Andrea, insieme ad altri famosi musicisti e cantanti irlandesi, prende parte alla realizzazione del brano tributo a Ronnie Drew, The Ballad of Ronnie Drew. I soldi ricavati dalle vendite sono stati poi donati al The Irish Cancer Society.

Nel 2009 Jim partecipa alla campagna organizzata dalla ARAN per la protezione delle foche.

## Formazione

### Attuale
- Andrea Corr – voce e tin whistle (1990-2006; 2015-presente)
- Jim Corr – chitarra, tastiera  e seconda voce  (1990-2006; 2015-presente)
- John Shanks - tastiera, chitarra  e seconda voce (2015-presente)
- Sharon Corr – violino, tastiera e seconda voce  (1990-2006; 2015-in attività)
- Caroline Corr – batteria, bodhrán, percussioni e seconda voce  (1990-2006; 2015-in attività)

### Ex membri
- Anthony Drennan – chitarra (1995-1997; 1999-2006)
- Keith Duffy – basso (1995-2006)

## Discografia

### Album in studio
- 1995 – Forgiven, Not Forgotten
- 1997 – Talk On Corners
- 2000 – In Blue
- 2004 – Borrowed Heaven
- 2005 – Home
- 2015 – White Light
- 2017 – Jupiter Calling

### Album dal vivo
- 1996 – The Corrs - Live
- 1999 – Unplugged
- 2002 – The Corrs: Live In Dublin

### Raccolte
- 2001 – Best of The Corrs
- 2006 – Dreams: The Ultimate Corrs Collection

## Collaborazioni
- 1995 – Spirits Colliding - Paul Brady
- 1998 – When We Were The New Boys - Rod Stewart
- 1998 – Stevie Nicks: The Enchanted Tour - Stevie Nicks
- 1999 – Tears Of Stone - The Chieftains
- 2001 – El Alma Al Aire - Ediciòn Especial - Alejandro Sanz
- 2001 – Josh Groban - Josh Groban
- 2003 – Voices And Poetry Of Ireland
- 2003 – The Very Best Of Sheryl Crow - Sheryl Crow
- 2004 – Wild Ocean - John Hughes

## Videografia
- 1998 – Live at The Royal Albert Hall
- 1999 – Live at The Lansdowne Road
- 2000 – Unplugged
- 2001 – Live in London
- 2002 – The Best Of The Corrs - The Videos
- 2005 – All The Way Home - A History of The Corrs
- 2005 – Live in Geneva

Altri video in cui compaiono i Corrs:
- 1991 – The Commitments
- 1997 – The Gathering
- 1998 – Pavarotti & Friends For The Children Of Liberia
- 1998 – La spada magica - Alla ricerca di Camelot
- 1999 – Brit Awards '99 - Video of the Year
- 2000 – It's Only Rock 'n' Roll
- 2002 – Party At The Palace - The Queen's Golden Jubilee
- 2002 – South Africa Freedom Day: Concert on the Square
- 2003 – Out Of Ireland
- 2003 – A Feeling Shared - The Special Olympics in Ireland
- 2004 – 46664 The Event
- 2004 – Alejandro Sanz – Los Videos 1991-2004

## Tour
- Forgiven, Not Forgotten World Tour (1995-1997)
- Talk On Corners World Tour (1997-2000)
- In Blue World Tour (2000-2001)
- Borrowed Heaven Tour (2004)
- Home Tour (2005)
- White Light Tour 2016